# Dívánijja
Divánijja, ad-Dīwāniyya(h), ad-Dīwānīya(h) (arabul:لديوانية) város az iraki al-Qādisiyyah (arabul: القادسية ) tartományban. A városnak a 2002-es adatok alapján 420 000 lakosa van.

## Fekvése
Bagdadtól 190 km-re, azh Eufrátesz közelében fekvő település.

## Története
A település 1854-ben keletkezett az adószedők itteni házai körül alakult ki, ahol ezután a török kormányzat katonai és rendőri központot létesített.
Az 1900-as évek közepe után egyre növekvő és erőteljesen modernizálódó város lakói majdnem kivétel nélkül síiták.
Divánijja közlekedési csomópont. Keresztül halad rajta a Bagdad–Baszra-vasútvonal. Innen aszfalt út vezet a 65 km-re fekvő Nedzsefbe és több kisebb út a környék településeire.

## Nevezetességek
- Bazár, nagy választékban kaphatók a híres diváníjai vagy szamávai, színgazdag mintákkal díszített szőttesek.